# Masné krámy (Moravské Budějovice)
Masné krámy byly postaveny v Purcnerově ulici v Moravských Budějovicích v okrese Třebíč a jsou chráněnou kulturní památkou.

## Historie
V Moravských Budějovicích původní masné krámy stály uprostřed náměstí (současné náměstí Míru). První písemná zmínka je z roku 1522 a byly využívány až do roku 1837, kdy byly na nátlak občanů města zbourány. Nové klasicistní masné krámy s dvanácti obchody byly v roce 1839 postaveny Purcnerově ulici, kde sloužily až do třicátých let 20. století. Následně byly využívány různými spolky pro klubovou činnost. Chátrající objekt byl rekonstruován až v roce 1972 aby sloužil jako muzeum. Koncem osmdesátých let byl znovu upravován a v období 2001–2002 prošel generální opravou. Masné krámy se zachovalými osmi obchody jsou od roku 2003 součástí Muzea řemesel s expozicí zaniklých nebo zanikajících řemesel a průmyslové výroby.

## Popis

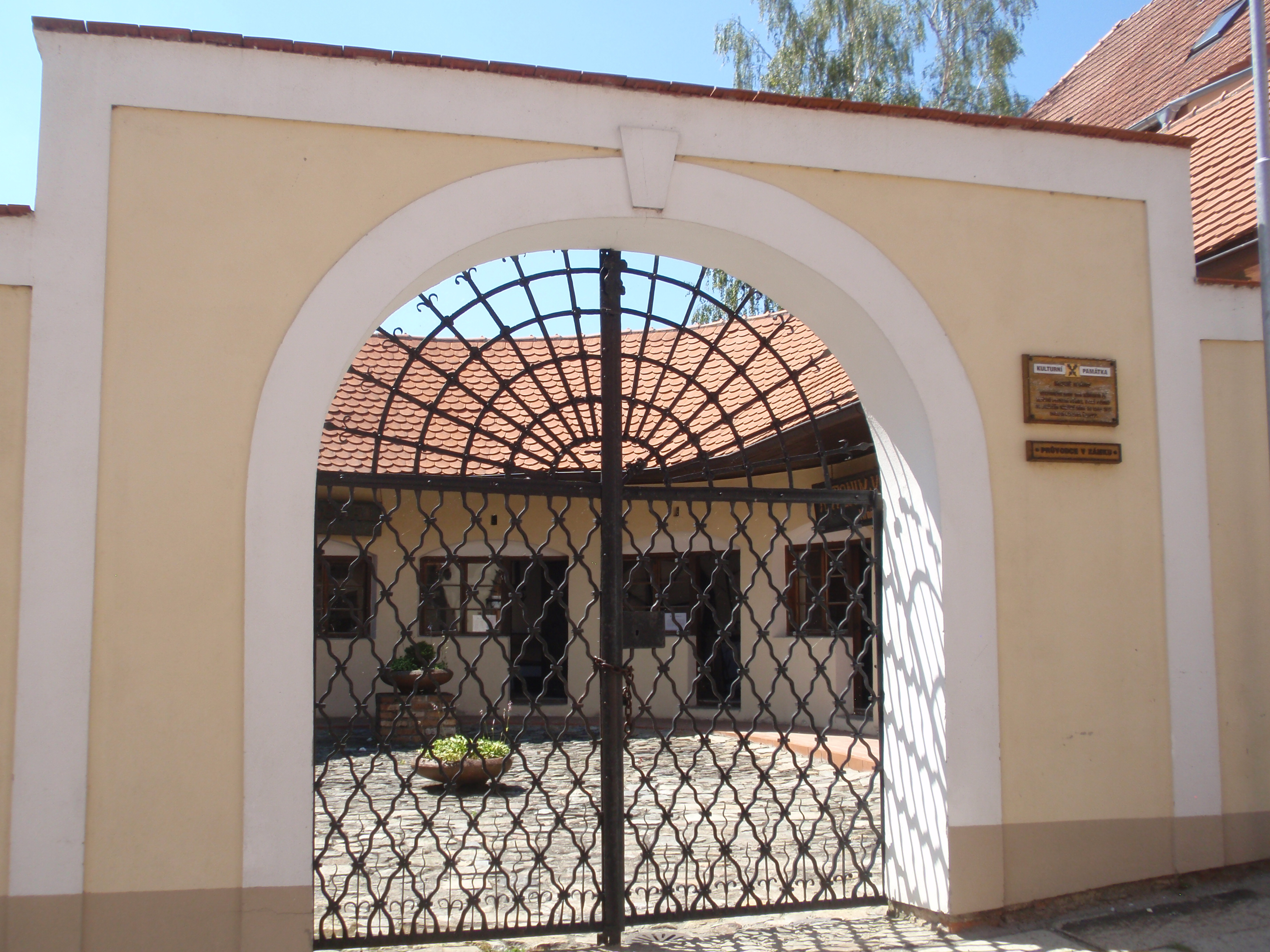
Vstupní brána

Objekt masných krámů je přízemní třítraktová klasicistní stavba na půdorysu podkovy otevřené do ulice. Vnitřní dvůr uzavírá kamenná ohradní zeď, která je vložena mezi štítová průčelí s hladkou fasádou a jednoduchým členěním (lizény). Ve zdi je segmentově zaklenutá brána. Ze dvora se vstupuje do jednotlivých krámků, jejichž fasáda je hladká a prolomena segmentovými výklenky, které jsou osazeny výkladci a dveřmi. Objekt má sedlovou střechu krytou bobrovkou.